# Joachim von Dehn
Joachim von Dehn (1764 – 1816) è stato un matematico tedesco.

Commentatio iuridica, 1788 (Fondazione Mansutti, Milano).

L'autore è noto per l'opera Commentatio iuridica de assecuratione maritima, in cui egli tratta la dimostrazione matematica sull'utilità dell'assicurazione in rapporto al valore dei beni esposti al rischio. Nell'opera, pubblicata a Gottinga nel 1788, si fa riferimento ai lavori di Balthazard Marie Émérigon, Nicolas Magens e John Weskett. Il volume è dedicato alla principessa Ekaterina Romanovna Voroncova, allora direttrice dell'Accademia delle Scienze di San Pietroburgo. Un esemplare di quest'opera è conservato presso la Fondazione Mansutti di Milano.